# 黑缘青眼鱼
黑缘青眼鱼（学名：Chlorophthalmus nigromarginatus）为輻鰭魚綱仙女魚目青眼鱼科青眼鱼属的鱼类。

## 分布
本魚分布于印度西太平洋區，包括印尼、日本、台湾、中國东海、澳洲北部等海域。该物种的模式产地在高知。

## 深度
水深184至285公尺。

## 特徵
本魚體延長，吻稍鈍圓，口前位，下頷稍突出。口內有細尖齒，體被櫛鱗，背中部隆起。背鰭基底較短，起點在背部中心點稍前。臀鰭短，腹鰭位於背鰭正下方，體背部黑褐色，背鰭及尾鰭外緣黑色，側腹部銀白色，體長可達23公分。

## 生態
本魚為深海底棲性魚類，屬肉食性，以底棲無脊椎動物為食。

## 經濟利用
可食用。

## 扩展阅读
維基物種上的相關：黑缘青眼鱼